# Martin-Luther-Kirche (Stein)

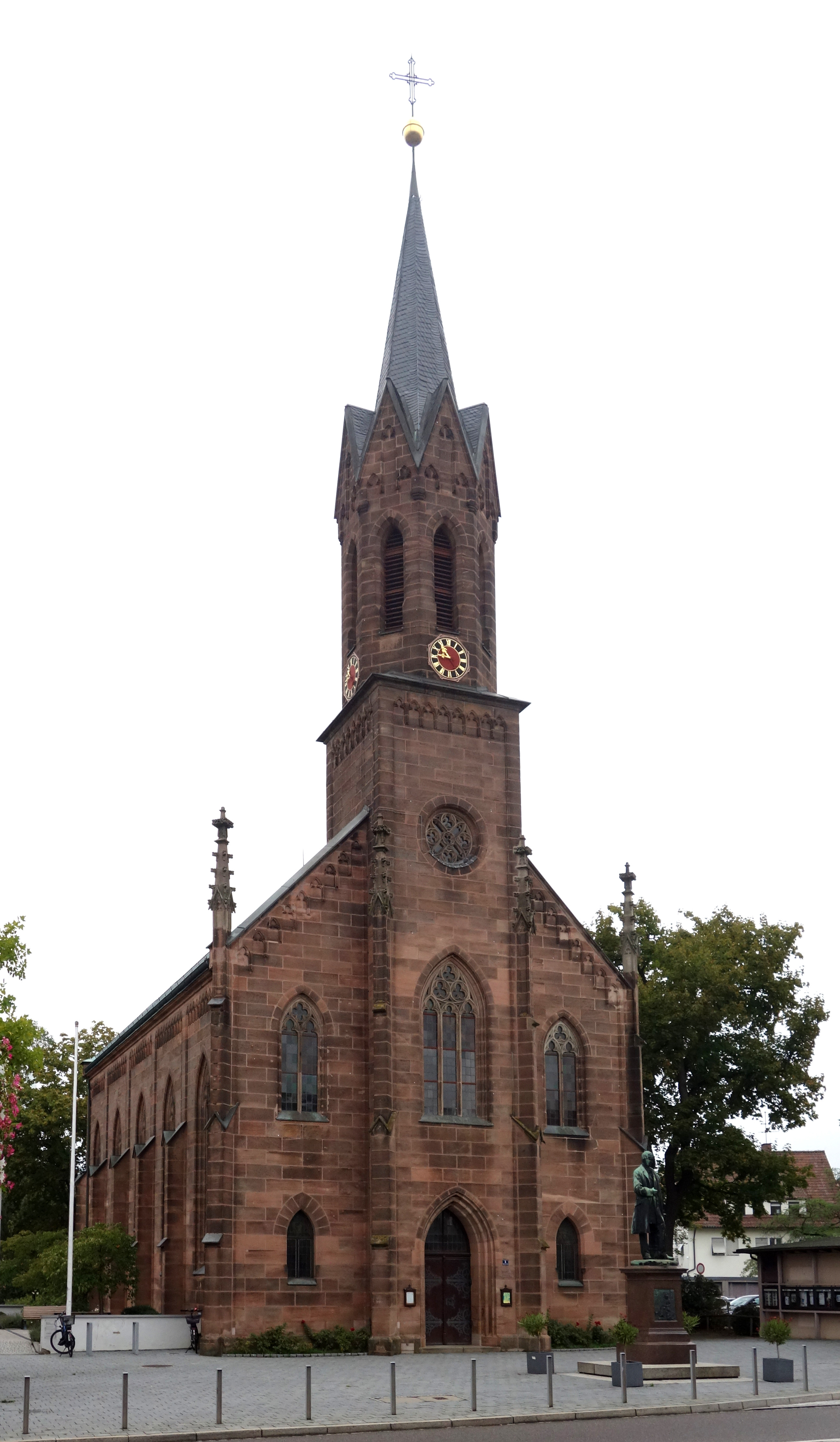
Die Martin-Luther-Kirche

Die Martin-Luther-Kirche in Stein (Mittelfranken) ist eine von drei evangelisch-lutherischen Pfarrkirchen der Stadt. Sie steht unter Denkmalschutz. 

## Geschichte und Architektur

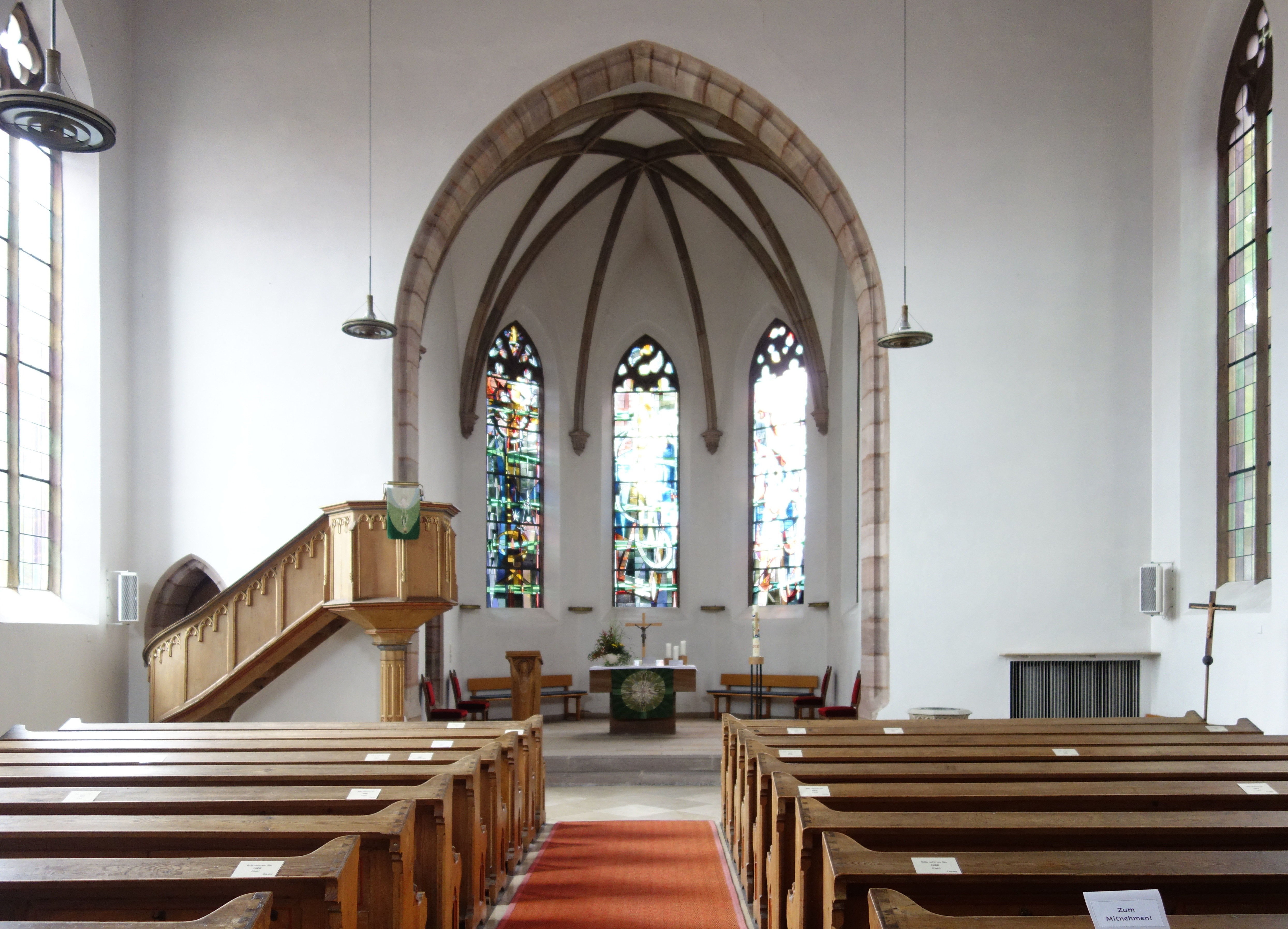
Blick auf den Altar

Die Kirche stiftete 1861 der Unternehmer Lothar von Faber zum hundertjährigen Betriebsjubiläum seiner florierenden Bleistift-Firma. Im Gegenzug wurde ihm und seinen Nachkommen das Patronatsrecht verliehen. Die Kirche wurde von Baurat Bernhard Solger schon nach den Richtlinien des Eisenacher Regulativs entworfen und am 1. September 1861 eingeweiht. Es ist eine neugotische Saalkirche aus Sandsteinquadern mit eingezogenem Chor mit 5⁄8-Schluss, mit Satteldach und einem südlichen Mittelturm mit Zeltdach.

## Ausstattung

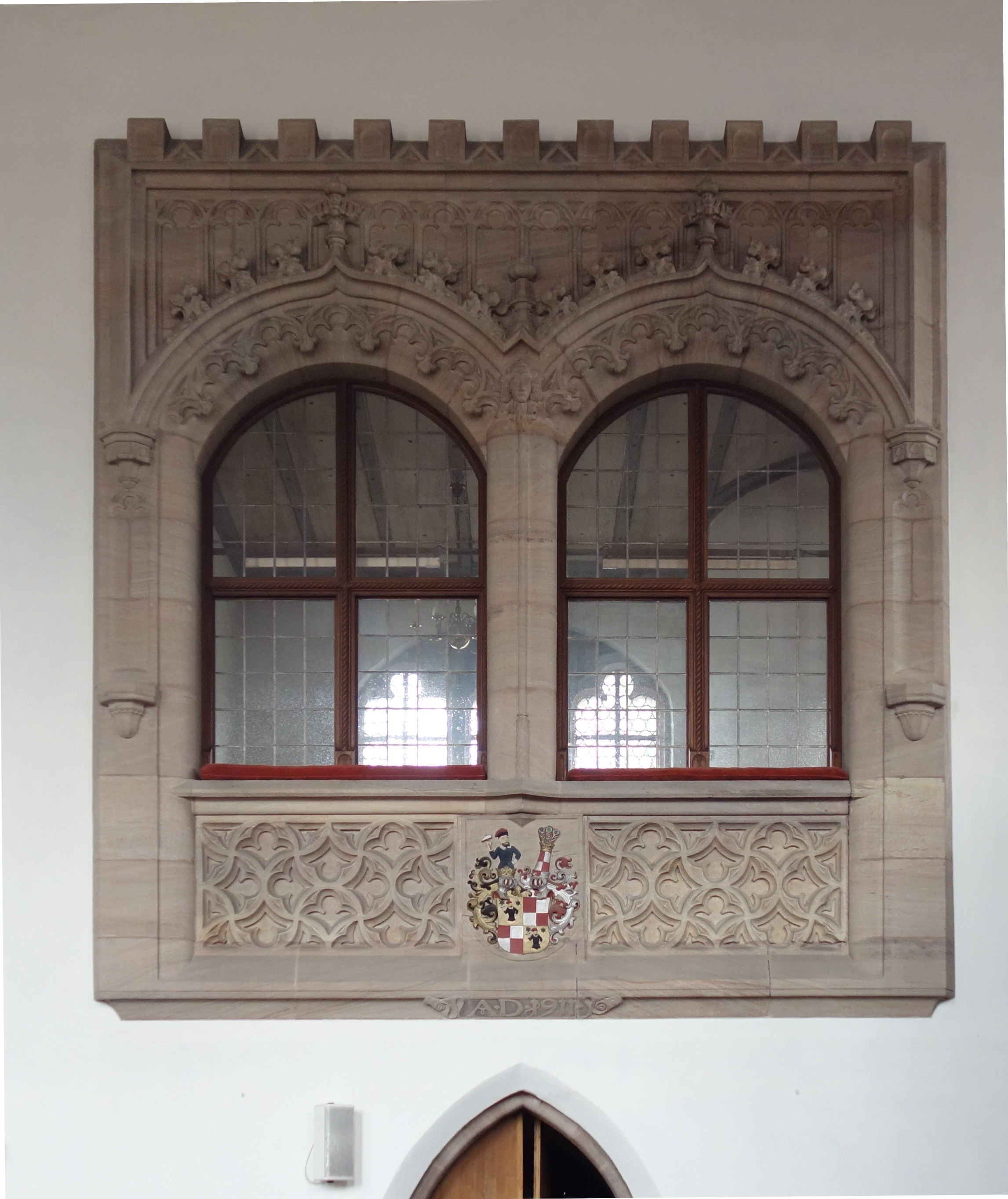
Die Patronatsloge

Im Jahr 1911 wurde zum 50-jährigen Jubiläum eine Patronatsloge für „Graf und Gräfin von Faber-Castell“ eingebaut.

### Fenster
Zum 100-jährigen Kirchjubiläum 1961 stiftete Roland Graf von Faber-Castell vier neue Buntglasfenster im Chor, die Ernst Weiers geschaffen hat. Etwa gleichzeitig wurde auch der alte Altar aus Holz durch den jetzigen aus Sandstein ersetzt. 
Das Kirchenfenster über der Seitentür ist ein Werk von Wolfgang Mahlke. Es wurde 1999/2000 im Zuge der Renovierung eingebaut.

### Orgel

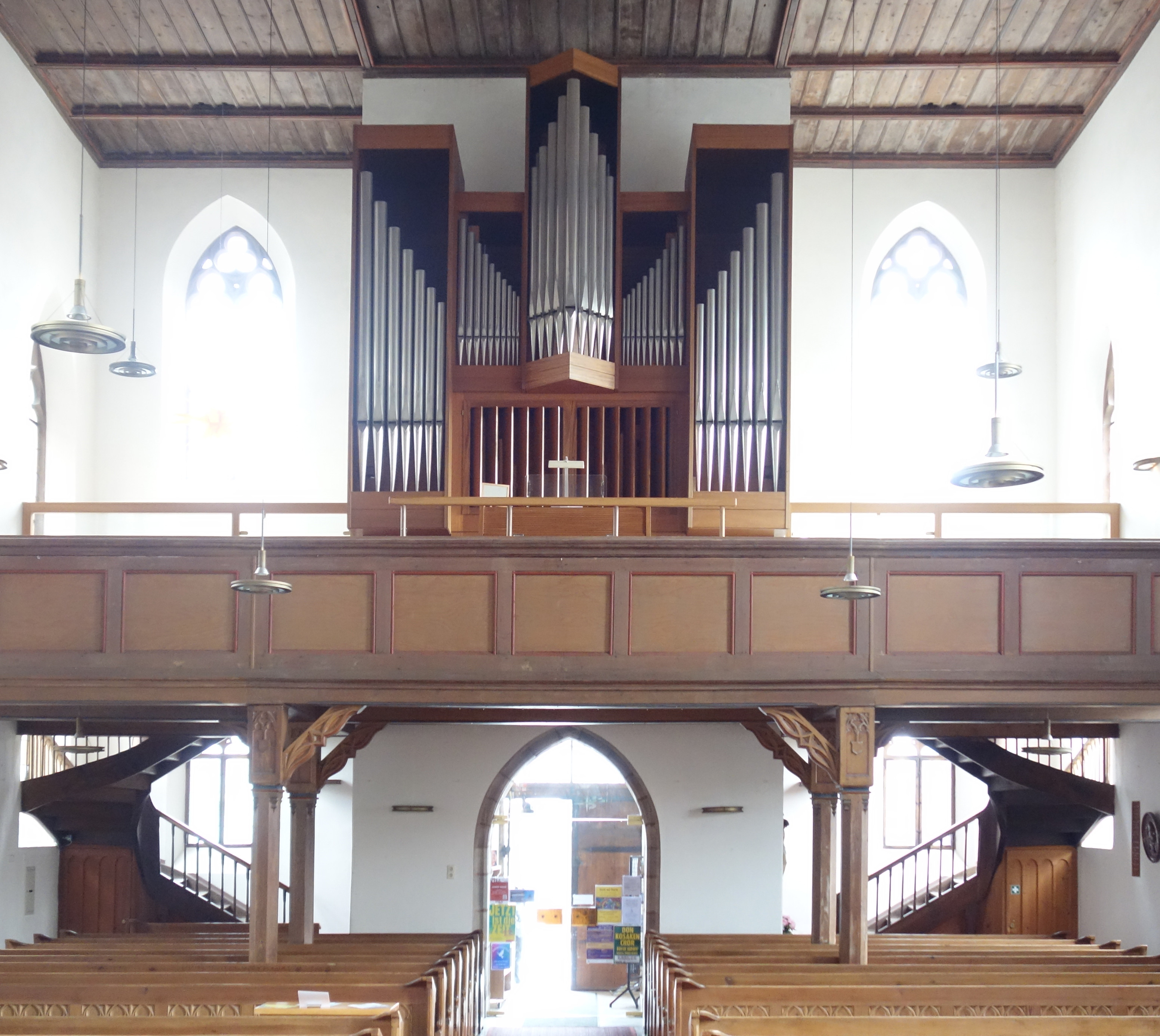
Die Ismayr-Orgel

Von Anfang an gehörte zur Ausstattung der Kirche eine Orgel. Sie wurde von Georg Friedrich Steinmeyer als Opus 31 mit zwei Manualen, 13 Registern und mit mechanischen Kegelladen gebaut. Bei der Renovierung der Kirche im Jahr 1911 wurde dieses Instrument durch ein neues von Steinmeyer (op. 1091) mit 16 Registern und pneumatischen Taschenladen ersetzt.
Die jetzige Orgel mit 20 Registern auf drei Manualen und Pedal wurde 1972 von Günter Ismayr gebaut. Die Disposition lautet:
| II Hauptwerk C–g3 |                |
| Gedecktpommer     | 16′            |
| Prinzipal         | 8′             |
| Spitzflöte        | 8′             |
| Oktave            | 4′             |
| Rauschharfe       | 4′ + 2 ⁄3′     |
| Schwiegel         | 2′             |
| Terzsept          | 1 3⁄5′ + 1 ⁄7′ |
| Mixtur IV         | 1 ⁄3′          |
| Tremulant         |                |

| III Schwellwerk C–g3 |              |
| Holzgedeckt          | 8′           |
| Rohrflöte            | 4′           |
| Prinzipal            | 2′           |
| Quintan              | 1 ⁄3′ + 8⁄9′ |
| Cymbel III           | 1⁄2′         |
| Krummhorn            | 8′           |
| Tremulant            |              |

| Pedal C–f1    |                         |
| Subbaß        | 16′                     |
| Offenbaß      | 8′                      |
| Baßzink III   | 5 1⁄3′ + 3 1⁄5′ + 2 ⁄7′ |
| Choralbaß III | 4′ + 1 ⁄3′ + 1′         |
| Koppelflöte   | 4′                      |
| Trompete      | 8′                      |

- Koppeln: 1. Manual = Koppelmanual, II/P, III/P
- Bemerkungen: Schleifladen, mechanische Spiel- und Registertraktur